# Път на подправките
Пътят на подправките е морски път свързващ островите на подправките (Молукските острови) през Индокитай, Източна Индия, Западна Индия, Близкия изток със Средиземноморието (пристанищата на Венеция и Генуа) на запад до Великобритания.
В действителност, историческите факти разкриват, че овладяването от османците на земи през които преминава пътят на подправките в 15 век (осигурявайки си по този начин пълния контрол върху търговията с подправки за Западна Европа от Индия) става истинската причина за последвалите велики географски открития. Откриването на морския път до Индия от Васко да Гама през 1499 г., сложил началото на изграждането на Португалската империя, но в действителност този морски път бил със сигурност известен още на древните финикийци, които около 600 г. пр.н.е. при фараонстването на Нехо II извършили обиколка по море около Африка, тръгвайки от бреговете на Червено море, и пристигайки по бреговете на Долен Египет от запад през Херкулесовите стълбове.
В древността, всички маршрути на керваните внасящи подправки в Европа от Индия се пресичали в Петра. Библията отразява легендарно с историите за цар Соломон и Хирам това пресичане на маршрутите по пътя на подправките в Светите земи.